# Municipio de Chariton (condado de Schuyler)
El municipio de Chariton (en inglés: Chariton Township) es un municipio ubicado en el condado de Schuyler en el estado estadounidense de Misuri. En el año 2010 tenía una población de 131 habitantes y una densidad poblacional de 1,91 personas por km².

## Geografía
El municipio de Chariton se encuentra ubicado en las coordenadas 40°33′33″N 92°37′29″O / 40.55917, -92.62472. Según la Oficina del Censo de los Estados Unidos, el municipio tiene una superficie total de 68.55 km², de la cual 68,38 km² corresponden a tierra firme y (0,24 %) 0,17 km² es agua.

## Demografía
Según el censo de 2010, había 131 personas residiendo en el municipio de Chariton. La densidad de población era de 1,91 hab./km². De los 131 habitantes, el municipio de Chariton estaba compuesto por el 98,47 % blancos y el 1,53 % eran de una mezcla de razas. Del total de la población el 0 % eran hispanos o latinos de cualquier raza.